# Václav Bubník (odbojář)
Václav Bubník (22. července 1900 Soběslav – 26. února 1943 Auschwitz) byl český dělník, člen Sokola a oběť druhé světové války.

## Životopis
Narodil se 22. července 1900 v Soběslavi. Pracoval jako dělník ve firmě Terrag, která se specializovala na impregnaci dřeva. Vedl soběslavský Sokol a patřil do předsednictva sokolské župy Jana Žižky z Trocnova v Táboře.
Sokol byl ale s příchodem nacistů rozpuštěn, a proto se Bubník přidal do odbojové skupiny zvané "Jindra", která působila v různých městech na jihu Čech. 
Dne 9. listopadu 1942 byl zatčen v továrně, kde pracoval. Gestapo prohledalo jeho byt a zabavilo všechny důkazy. Dne 18. prosince byl z Tábora převezen do Prahy, kde byl vězněn ve věznici Pankrác. V únoru 1943 byl transportován do Auschwitzu, kde 26. února 1943 zemřel.
V prosinci 1945 mu byl posmrtně udělen Československý válečný kříž 1939. Ocenění převzala jeho manželka Růžena.